# Hail to the King (album Avenged Sevenfold)
Hail to the King è il sesto album in studio del gruppo musicale statunitense Avenged Sevenfold, pubblicato il 21 agosto 2013 dalla Warner Bros. Records.

## Antefatti
Il 15 novembre 2012 il cantante M. Shadows ha affermato che il gruppo stava lavorando ad un nuovo album fin dalla registrazione del brano Carry On nell'agosto 2012. A dicembre dello stesso anno gli Avenged Sevenfold hanno annunciato che stavano pianificando di registrare il sesto album nel gennaio 2013 e di pubblicarlo più avanti nello stesso anno, mentre nel marzo 2013 il gruppo ha cominciato a pubblicare piccoli estratti del sesto album tramite l'applicazione "Radio" sul loro sito ufficiale. Proprio tramite l'applicazione è stata annunciata la conferma di Arin Ilejay come membro ufficiale, in sostituzione al defunto batterista The Rev.

## Promozione
Il 26 giugno 2013 gli Avenged Sevenfold ha annunciato il titolo dell'album, la copertina iniziale e le date di pubblicazione. A ciò ha fatto seguito il video musicale del primo singolo, l'omonimo Hail to the King, pubblicato il 15 luglio 2013 attraverso il canale YouTube del gruppo; il giorno seguente, gli Avenged Sevenfold hanno annunciato un cambiamento di copertina: l'originale pensata per l'album è stata leggermente modificata ed impiegata per il singolo omonimo, mentre quella definitiva dell'album mostra uno sfondo nero con metà "Deathbat" in primo piano e il titolo dell'album in basso a destra.
L'8 agosto 2013 è stata rivelata la versione per Best Buy, che contiene l'album e una maglietta esclusiva. Nello stesso giorno viene annunciato che il brano Shepherd of Fire sarebbe stato presente nel DLC Apocalypse del videogioco Call of Duty: Black Ops II. Il 19 agosto è stata resa disponibile l'anteprima di tutti i brani in streaming sull'iTunes Store, mentre il 26 dello stesso mese, un giorno prima della pubblicazione dell'album, è stato tenuto un concerto gratuito presso l'Hollywood Palladium per celebrare l'uscita di Hail to the King.
Il 4 novembre è stato pubblicato come secondo singolo Shepherd of Fire, seguito tre giorni più tardi dal relativo video musicale.

## Stile musicale
In un'intervista concessa a Guitar World, i chitarristi Synyster Gates e Zacky Vengeance hanno spiegato che l'obiettivo del gruppo era quello di creare un album che fosse molto incentrato sul ritmo e sui testi:
Lo stesso M. Shadows ha dichiarato che il gruppo ha puntato a realizzare musica più incentrata sui riff di chitarra e "direttamente rock", mentre secondo il bassista Johnny Christ lo stile dell'album è maggiormente focalizzato sul groove metal.
Secondo la critica, l'album propone principalmente sonorità derivanti dall'heavy metal e dall'hard rock; in particolare, secondo lo staff di Loudwire la band si è «coscienziosamente spogliata della sua pelle metalcore e ha capito che è pronta a indossare le vesti della prossima grande band metal statunitense».

## Accoglienza
| Recensione        | Giudizio |
| ----------------- | -------- |
| AllMusic          |          |
| Evigshed Magazine |          |
| Exclaim!          |          |
| Q                 |          |
| Rolling Stone     |          |
| Sputnikmusic      | 2,4/5    |

L'album è il primo del gruppo ad aver raggiunto la prima posizione della Official Albums Chart britannica, e il secondo di seguito (dopo il suo predecessore Nightmare) ad aver debuttato alla prima posizione della Billboard 200, piazzando 159.000 copie vendute nei soli Stati Uniti d'America durante la prima settimana di pubblicazione.
La critica internazionale ha accolto l'album con recensioni miste: mentre alcuni recensori hanno lodato la capacità compositiva e l'ambizione della band, altri hanno criticato la troppa somiglianza dei brani a quanto già proposto negli anni precedenti da altri artisti come Metallica e Iron Maiden, e la similarità tra gli stessi brani contenuti nell'album.

## Tracce
1. Shepherd of Fire – 5:22
2. Hail to the King – 5:04
3. Doing Time – 3:27
4. This Means War – 6:09
5. Requiem – 4:23
6. Crimson Day – 4:57
7. Heretic – 4:55
8. Coming Home – 6:26
9. Planets – 5:56
10. Acid Rain – 6:38

Tracce bonus nell'edizione deluxe di iTunes
1. Hail to the King (Videoclip) – 5:13
2. St. James – 5:01

## Formazione
Gruppo
- M. Shadows – voce
- Zacky Vengeance – chitarra ritmica, cori
- Synyster Gates – chitarra solista, cori, voce aggiuntiva (traccia 9)
- Johnny Christ – basso, cori
- Arin Ilejay – batteria

Altri musicisti
- David Campbell – conduzione orchestra (tracce 4 e 7)
- John Fumo – tromba (tracce 1, 5 e 9)
- Rick Baptist – tromba (tracce 1, 5 e 9)
- Alan Kaplan – trombone (tracce 1, 5 e 9)
- Douglas Tornquist – tuba (tracce 1, 5 e 9)
- John Wittenberg – violino (tracce 5, 6 e 10)
- Josefina Vergara – violino (tracce 5, 6 e 10)
- Michelle Richards – violino (tracce 5, 6 e 10)
- Natalie Leggett – violino (tracce 5, 6 e 10)
- Sara Parkins – violino (tracce 5, 6 e 10)
- Songa Lee – violino (tracce 5, 6 e 10)
- Tereza Stanislav – violino (tracce 5, 6 e 10)
- John E. Acosta – violoncello (tracce 5, 6 e 10)
- Mike Elizondo – tastiera (tracce 6, 7 e 8)
- Brian Haner, Sr – assolo di chitarra (finale traccia 8)
- Jeff Babko – pianoforte (traccia 10)

Produzione
- Mike Elizondo – produzione
- Adam Hawkins – ingegneria del suono
- Brent Arrowood – assistenza ingegneria
- Chris Sporleder – assistenza ingegneria
- Paul Suarez – Pro Tools
- Andy Wallace – missaggio

## Date di pubblicazione
| Paese         | Data di pubblicazione | Formati                   |
| ------------- | --------------------- | ------------------------- |
| Argentina     | 21 agosto 2013        | CD, LP, download digitale |
| Australia     | 23 agosto 2013        | CD, LP, download digitale |
| Austria       | 23 agosto 2013        | CD, LP, download digitale |
| Belgio        | 23 agosto 2013        | CD, LP, download digitale |
| Finlandia     | 23 agosto 2013        | CD, LP, download digitale |
| Germania      | 23 agosto 2013        | CD, LP, download digitale |
| Norvegia      | 23 agosto 2013        | CD, LP, download digitale |
| Nuova Zelanda | 23 agosto 2013        | CD, LP, download digitale |
| Paesi Bassi   | 23 agosto 2013        | CD, LP, download digitale |
| Svizzera      | 23 agosto 2013        | CD, LP, download digitale |
| Danimarca     | 26 agosto 2013        | CD, LP, download digitale |
| Francia       | 26 agosto 2013        | CD, LP, download digitale |
| Regno Unito   | 26 agosto 2013        | CD, LP, download digitale |
| Sud Africa    | 26 agosto 2013        | CD, LP, download digitale |
| Brasile       | 27 agosto 2013        | CD, LP, download digitale |
| Canada        | 27 agosto 2013        | CD, LP, download digitale |
| Corea         | 27 agosto 2013        | CD, LP, download digitale |
| Hong Kong     | 27 agosto 2013        | CD, LP, download digitale |
| Indonesia     | 27 agosto 2013        | CD, LP, download digitale |
| Italia        | 27 agosto 2013        | CD, LP, download digitale |
| Messico       | 27 agosto 2013        | CD, LP, download digitale |
| Spagna        | 27 agosto 2013        | CD, LP, download digitale |
| Stati Uniti   | 27 agosto 2013        | CD, LP, download digitale |
| Thailandia    | 27 agosto 2013        | CD, LP, download digitale |
| Giappone      | 28 agosto 2013        | CD, LP, download digitale |
| Svezia        | 28 agosto 2013        | CD, LP, download digitale |